# آدم ماكدونل
آدم ماكدونل (بالإنجليزية: Adam McDonnell)‏ (14 مايو 1997 في جمهورية أيرلندا - ) هو لاعب كرة قدم أيرلندي في مركز الوسط. شارك مع منتخب جمهورية أيرلندا تحت 17 سنة لكرة القدم ومنتخب جمهورية أيرلندا تحت 20 سنة لكرة القدم ومنتخب جمهورية أيرلندا لكرة القدم. أما مع النوادي، فقد لعب مع إيبسويتش تاون.

## وصلات خارجية
- آدم ماكدونل على موقع قاعدة بيانات كرة القدم.إي يو (الإنجليزية)
- آدم ماكدونل على موقع Soccerbase.com (لاعب) (الإنجليزية)
- آدم ماكدونل على موقع Soccerway.com (الإنجليزية)